# 진락산
진락산(進樂山)은 대한민국 충청남도 금산군에 있는 높이 732m의 산이다. 진악산이라고도 부른다. 서대산, 계룡산에 이어 충청남도에서 세 번째로 높은 산이다. 산자락에는 신라 시대에 창건한 보석사, 영천암, 선공암, 원효암, 봉화대, 관음암, 관음굴, 원효폭포 등이 있다. 보석사 입구에는 전나무 숲과 수령 약 1천 년의 은행나무(천연기념물 365호)가 있다. 진악산 관음굴은 금산 인삼의 최초 재배지로 알려져 있다. 금성면에는 칠백의총(사적 105호)이 있다. 

## 같이 보기
- 한국의 산